# Debian
Debian GNU/Linux este un sistem de operare compus din software liber, și o distribuție populară și foarte influentă între distribuțiile GNU/Linux. Această distribuție este menținută la zi datorită efortului voluntar depus de utilizatori de pe întreg mapamondul. Distribuția este testată riguros înainte de a fi lansată, pentru a asigura un grad ridicat de stabilitate. Nu este foarte ușor de configurat, această distribuție fiind orientată în principal către utilizatorul profesionist, dar are un foarte bun sistem de actualizare. Versiunile mai noi tind să fie orientate mai mult către utilizatorul obișnuit și beneficiază de asistență de calitate oferită de comunitatea de utilizatori.

Sistemul de operare Debian poate fi folosit atât ca sistem de operare pentru calculatoarele desktop, cât și pentru servere.

## Istoric
Distribuția Debian a fost anunțată prima dată pe 16 august 1993 de Ian Murdock, pe atunci un student la Purdue University. Murdock a numit inițial sistemul lui "Debian Linux Release". Denumirea provine din combinația prenumelui său și al soției sale, Debra.

## Versiunile Debian
O caracteristică specifică distribuției Debian este împărțirea ei în versiuni. În orice moment există trei versiuni: stabilă (stable), în testare (testing) și instabilă (unstable). Vesiunea instabilă este cea mai puțin stabilă dintre ele, aceasta conținând pachetele program exact în forma în care sunt preluate de la dezvoltatori. Dacă în decurs de 10 zile nu au fost descoperite probleme, pachetele se propagă in versiunea în testare. În momentul în care versiunea în testare se dovedește stabilă și nu mai apar probleme grave, atunci managerul responsabil cu lansarea unei noi versiuni "îngheață" pachetele, adică întârzie și în final oprește propagarea pachetelor noi dinspre versiunea instabilă, pentru ca acestea să nu introducă probleme sau erori încă nedescoperite. Pachetului i se alocă un număr de versiune și aceasta devine noua versiune stabilă. Pe parcursul duratei de viață, versiunea respectivă va primi de regulă doar îmbunătățiri de securitate.
Versiunea stabilă este cea recomandată pentru sistemele de producție, deoarece este și cea mai verificată. Versiunea instabilă se adresează utilizatorilor care doresc să experimenteze cele mai noi versiuni de programe sau să contribuie la depistarea eventualelor erori (debugging). Versiunea în testare nu este neapărat mult mai stabilă decât versiunea instabilă, dar pachetele au trecut deja de perioada preliminară de probă în varianta instabilă.
Toate versiunile Debian au nume de cod inspirate din personajele filmulului de desene animate "Toy Story". Ultima versiune stabilă are numele de cod Bookworm, iar versiunea de testare Trixie. Versiunea instabilă se numește întotdeauna "sid" (numele băiatului care strica jucării).

### Istoricul versiunilor Debian
- Debian 0.01 până la 0.90 (august-decembrie 1993)
- Debian 0.91 (ianuarie 1994): avea un sistem simplu de pachete care putea instala și dezinstala pachetele de programe.
- Debian 0.93R5 (martie 1995): managerul de pachete (dpkg) a fost utilizat pentru a instala pachetele după instalarea unui sistem de bază.
- Debian 0.93R6 (noiembrie 1995): apare dselect. Aceasta a fost ultima versiune Debian folosind formatul binar a.out;  Primul server master.debian.org a fost construit de Bdale Garbee și găzduit de HP în paralel cu lansarea de 0.93R6. Dezvoltarea unui server principal de pe care dezvoltatorii Debian lansau fiecare versiune, a condus direct la formarea rețelei de link-uri pentru descărcare (mirrors) Debian și la dezvoltarea multor proceduri utilizate astăzi pentru gestionarea proiectului.
- Debian 1.0: versiune care nu a fost lansată niciodată
- Debian 1.1 Buzz (17 iunie 1996): a fost prima lansare Debian cu un nume de cod, care a fost luat de la un personaj din filmele Toy Story, Buzz Lightyear; ceastă versiune a folosit kernel-ul Linux 2.0 și a conținut 474 de pachete.
- Debian 1.2 Rex (12 decembrie 1996): a constat din 848 de pachete menținute de 120 de dezvoltatori.
- Debian 1.3 Bo (5 iunie 1997): a constat din 974 de pachete menținute de 200 de dezvoltatori.
- Debian 2.0 Hamm (24 iulie 1998):  a fost prima lansare multi-arhitectură Debian, adăugând suport pentru arhitecturile seriei Motorola 68000; această versiune a făcut tranziția la libc6 și a constat din peste 1500 de pachete menținute de peste 400 de dezvoltatori.
- Debian 2.1 Slink (9 martie 1999): au fost adăugate încă două arhitecturi, Alpha și SPARC; această versiune a constat din aproximativ 2250 de pachete și a necesitat 2 CD-uri. Inovația tehnică cheie a fost introducerea unei noi interfețe de gestionare a pachetelor apt.
- Debian 2.2 Potato (15 august 2000): această versiune a adăugat suport pentru arhitecturile PowerPC și ARM; conținea mai mult de 3900 de pachete binare derivate din peste 2600 de pachete sursă menținute de peste 450 de dezvoltatori.
- Debian 3.0 Woody (19 iulie 2002): s-au adăugat mai multe arhitecturi: IA-64, PA-RISC, MIPS și S/390; este prima versiune care include software criptografic și, de asemenea, prima care include KDE; această versiune conținea în jur de 8.500 de pachete binare în 7 CD-uri și peste 900 de dezvoltatori.
- Debian 3.1 Sarge (6 iunie 2005): această versiune conține noul program de instalare debian-installer, un software modular care conține detectarea automată a hardware-ului; a fost, de asemenea, prima versiune care include o suită completă de birou: OpenOffice.org. Această versiune a fost realizată de mai mult de 900 de dezvoltatori Debian și conținea în jur de 15.400 pachete binare și 14 CD-uri în setul oficial și a fost  complet tradusă în peste 30 de limbi.

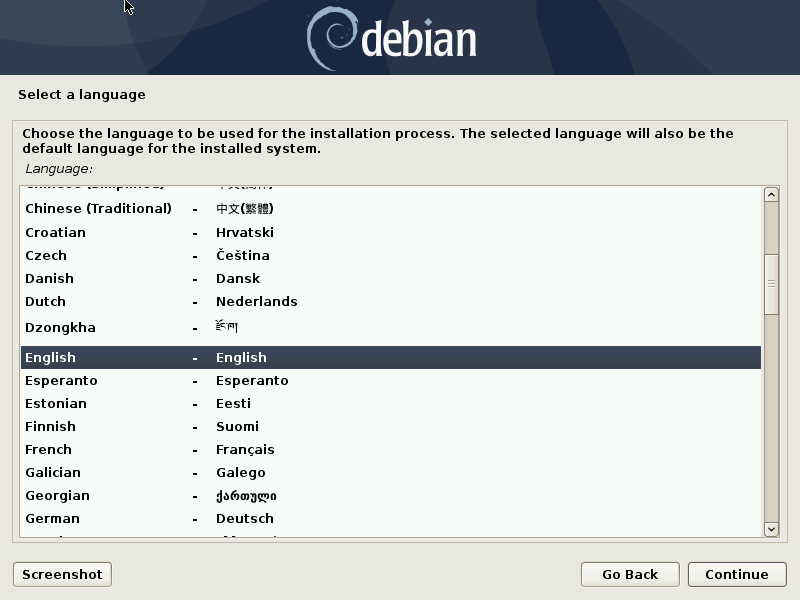
Programul de instalare grafică al Debian

- Debian 4.0 Etch (8 aprilie 2007): a fost adăugată arhitectura AMD64, iar suportul oficial pentru m68k a fost abandonat. Această versiune a continuat să utilizeze programul de instalare debian, dar cu o versiune de instalare grafică, verificarea criptografică a pachetelor descărcate, partiționarea mai flexibilă (cu suport pentru partițiile criptate), configurarea simplificată a client-ului de e-mail, o selecție mai flexibilă a desktop-ului, noi moduri, inclusiv un mod de salvare. Noul program de instalare a oferit suport pentru script-uri folosind caractere compuse și limbi complexe în versiunea sa grafică, mărind numărul de traduceri disponibile la peste cincizeci. Versiunea conținea în jur de 18.000 de pachete binare în peste 20 de CD-uri (3 DVD-uri) în setul oficial și mai mult de o mie de dezvoltatori Debian.
- Debian 5.0 Lenny (februarie 2009): a fost inclusă arhitectura ABI (Application binary interface) oferind suport pentru noile procesoarele ARM. Portul m68k nu a fost inclus în această versiune, deși era încă furnizat în distribuția instabilă. Au fost adăugate câteva noi instrumente de compilare, au fost acceptate netbook-uri de la diferiți furnizori, și software mai potrivit pentru computerele cu performanțe relativ scăzute. A fost, de asemenea, prima versiune care oferă versiuni gratuite ale tehnologiei Java făcând posibilă furnizarea de aplicații Java în secțiunea principală.

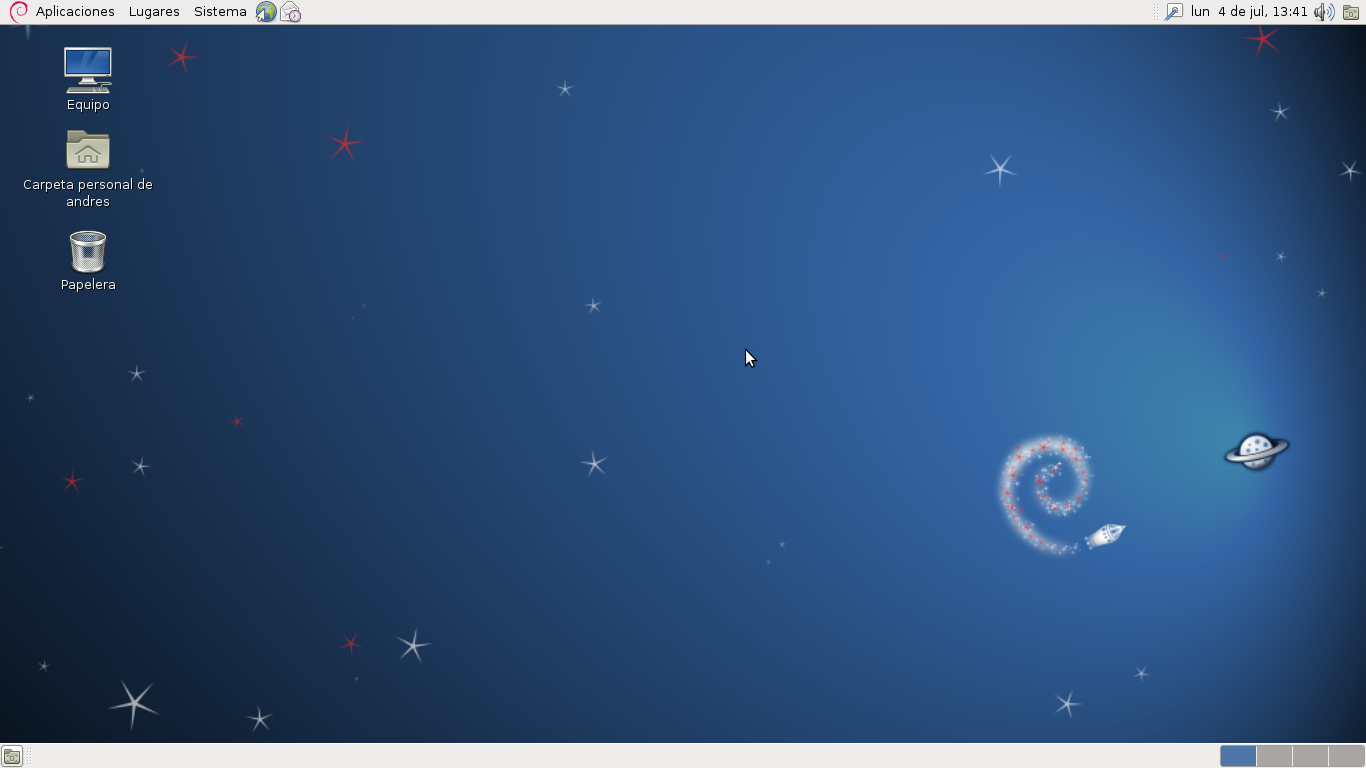
Debian 6.0 Squeeze

- Debian 6.0 Squeeze (februarie 2011): au fost abandonate două arhitecturi (alpha și hppa), iar două arhitecturi ale noului port FreeBSD (kfreebsd-i386 și kfreebsd-amd64) au fost puse la dispoziție inclusiv kernel și software pentru server. Aceasta a fost pentru prima dată când o distribuție Linux a fost extinsă pentru a permite și utilizarea unui kernel non-Linux.
- Debian 7.0 Wheezy (mai 2013): a fost inclusă o nouă arhitectură (armhf), de asemenea multiarch-support, care a permis utilizatorilor să instaleze pachete de la mai multe arhitecturi pe același PC. Îmbunătățirile procesului de instalare au permis pentru prima oară instalarea sistemului folosind software text-to-speech. Aceasta a fost, de asemenea, prima versiune care a sprijinit instalarea și bootarea în dispozitivele care utilizează firmware-ul UEFI (Unified Extensible Firmware Interface).

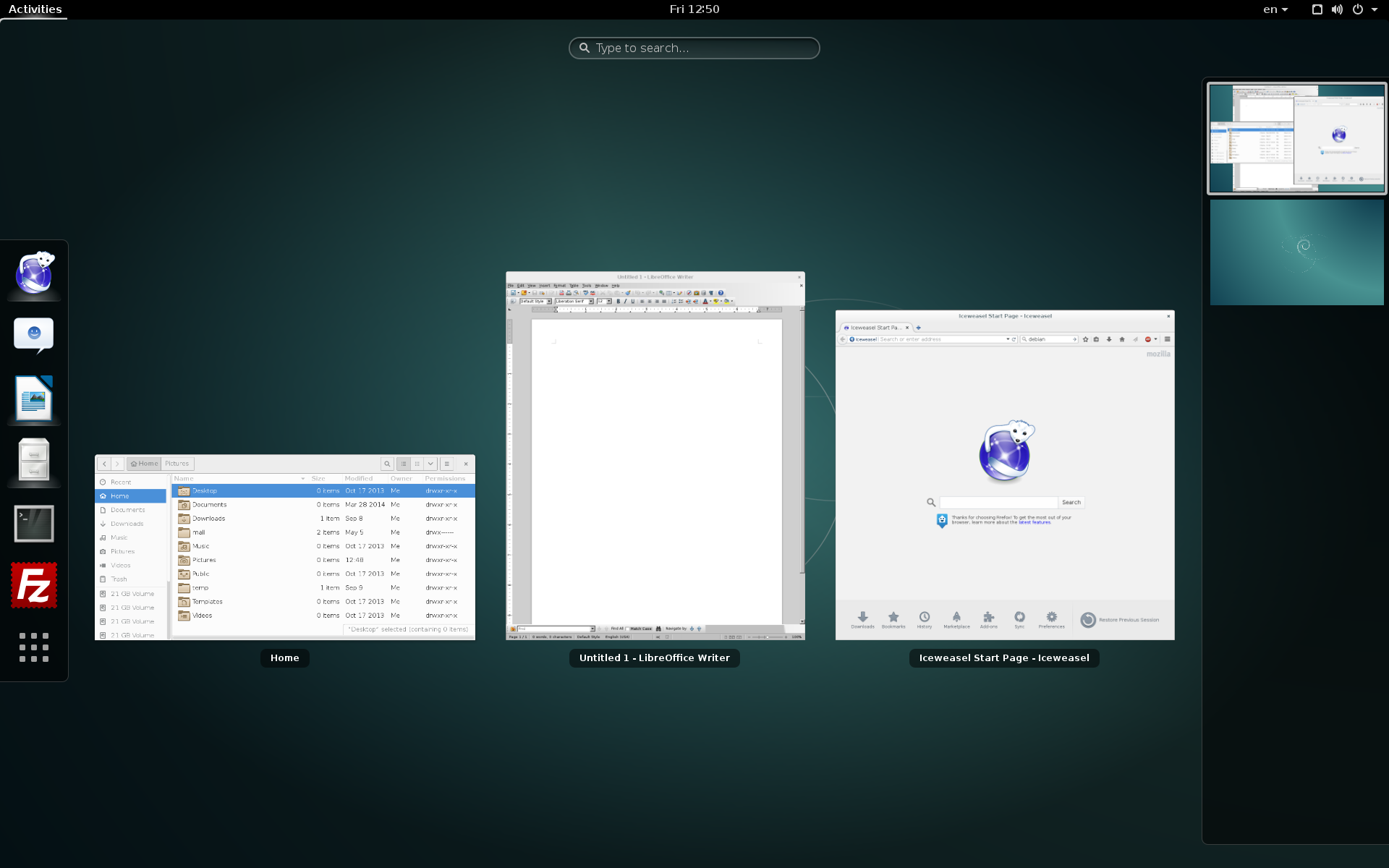
Debian 8.0 Jessie

- Debian 8 Jessie (aprilie 2015): Această versiune a introdus pentru prima dată sistemul systemd init ca implicit. Două arhitecturi noi au fost introduse, arm64 și ppc64el și au fost abandonate s390, ia64 și sparc. Versiunea a inclus numeroase îmbunătățiri de securitate, cum ar fi un nou kernel care a anulat un întreg set de vulnerabilități de securitate (atacuri symlink), o nouă modalitate de a detecta pachetele aflate sub suport de securitate, și un nou mecanism (needrestart) pentru a detecta subsistemele care trebuiau să fie repornite pentru a propaga actualizările de securitate după o actualizare.
- Debian 9 Stretch (iunie 2017): a fost abandonat suportul pentru arhitectura powerpc, și introdusă arhitectura mips64el. Această versiune a introdus pachetele de depanare cu un depozit nou (repository) în arhivă, pachetele din acest depozit furnizând automat simboluri de depanare pentru pachete.
- Debian 10 Buster (Iulie 2019): a făcut ca Wayland să fie opțiunea implicită pentru GNOME
- Debian 11 Bullseye (Octombrie 2021): este fosta versiune stabilă. Se bazează pe nucleul Linux 5.10 LTS și va fi susținut timp de cinci ani. Desktopurile disponibile includ Gnome 3.38, KDE Plasma 5.20, LXDE 11, LXQt 0.16, MATE 1.24 și Xfce 4.16.
- Debian 12 Bookworm (Iulie 2023: este actuala versiune stabilă. Se bazează pe nucleul Linux v6.1 LTS și folosește GNOME 43 ca mediu desktop implicit, dar, sunt disponibile multe alte desktop-uri, cum ar fi KDE Plasma 5.27, LXDE 11, LXQt 1.2.0, MATE 1.26 și Xfce 4.18.
- Debian 13 Trixie (2025) Debian 13 va adăuga suport pentru RISC-V, atât versiunea pe 64 de biți riscv64, cât și versiunea pe 32 de biți riscv32.[3][4]
- Debian 14 Forky (2027) [5]

## Organizare
Proiectul Debian este condus de Debian Constitution and the Social Contract, companie care are grijă atît de conducerea proiectului, cît și de aplicabilitatea sa de către toți utilizatorii, scopul principal al proiectului fiind dezvoltarea unui sistem de operare liber și performant. Debian este dezvoltat de mii de utilizatori din jurul lumii și este susținut de donațiile organizațiilor non-profit de pe glob.
Astfel, proiectul Debian este o organizație independentă decentralizată, nefiind la rîndul ei susținută de o altă companie cum ar fi și alte câteva distribuții GNU / Linux, precum Ubuntu, openSUSE, Fedora, și Mandriva. Costul de dezvoltare a tuturor pachetelor incluse în Debian 4.0 etch (283 milioane linii de cod), utilizînd modelul COCOMO, a fost estimată la 13 miliarde $ USD.

## Șefii de proiect
Debian a avut mai mulți lideri încă de la începuturile sale în 1993:
- Ian Murdock (Germania), a fondat Debian în august 1993 și a condus până în martie 1996.
- Bruce Perens (S.U.A.), aprilie 1996 - decembrie 1997.
- Ian Jackson, ianuarie 1998 - decembrie 1998.
- Wichert Akkerman (Țările de Jos), ianuarie 1999 - martie 2001.
- Ben Collins (S.U.A.), aprilie 2001 - aprilie 2002.
- Bdale Garbee (S.U.A.), aprilie 2002 - aprilie 2003.
- Martin Michlmayr (Austria), martie 2003 - martie 2005.
- Branden Robinson, aprilie 2005 - aprilie 2006.
- Anthony Towns (Australia), aprilie 2006 - aprilie 2007.
- Sam Hocevar (Franța), aprilie 2007 - aprilie 2008.
- Steve McIntyre (Anglia), aprilie 2008 - aprilie 2010.
- Stefano Zacchiroli (Italia), aprilie 2010 - aprilie 2013.
- Lucas Nussbaum (Franța), aprilie 2013 - aprilie 2015.
- Neil McGovern (Anglia), aprilie 2015 - aprilie 2016.
- Mehdi Dogguy (Franța), aprilie 2016 - aprilie 2017.
- Chris Lamb, (Anglia) a fost ales în aprilie 2017 și este actualul lider.[6]

## Caracteristici
Pe sistemul de operare Debian sunt bazate mai multe sisteme de operare printre care se numără și Ubuntu, MEPIS, Dreamlinux, Damn Small Linux, Xandros, Knoppix, BackTrack, Linspire, aptosid (former sidux), Kanotix, Parsix, LinEx și Linux Mint.
Debian este cunoscut pentru o mare varietate de opțiuni. Versiunea curentă stabilă de pachete software include peste douăzeci și nouă de mii pachete software pentru nouă arhitecturi de calculator, utilizînd Linux Kernelplus la asta FreeBSD kernel (freebsd-i386 și kfreebsd-amd64). Acestea variază de la arhitecturile Intel / AMD 32-bit/64-bit arhitecturi de obicei găsite în computere personale la arhitectura ARM frecvent întâlnite în domeniul sistemelor integrate și mainframe-uri IBM zSeries eServer. Principalele caracteristici ale Debian sunt managerul de pachete APT, arhive cu un număr mare de pachete, politici stricte în ceea ce privește pachete, și de înaltă calitate de înoire. Aceste practici permit upgrade-uri ușor între versiuni, precum și instalarea automată și îndepărtarea de pachete.
Instalarea standard a sistemului de operare Debian utilizează ca implicit motorul desktop GNOME. Acesta include programe cunoscute, cum ar fi OpenOffice.org, Iceweasel (un program de rebranding pentru Firefox), mail Evolution, CD / DVD scriere a programelor, playere audio și video, vizualizatori și editori imagine, plus vizualizatori PDF. Sunt incluse imagini pre-construite pentru Compilații Software CD KDE, Xfce și LXDE. Poate fi instalat atît de pe un CD / DVD obișnuit pentru o instalare standard sau cu cîteva modificări neesențiale, cât și instalarea cu ajutorul internetului care oferă posibilitatea de a instala mai mult pachetele de bază, cele opționale fiind instalate la dorința d-voastră.

## Cerințe minime de instalare
Un procesor Pentium 4, 1GHz este cel minim recomandat pentru un sistem desktop.
| Tip         | RAM (minim) | RAM (recomandat) | Unitate hard disk |
| ----------- | ----------- | ---------------- | ----------------- |
| Desktop     | 1GB         | 2GB              | 10GB              |
| Non desktop | 256MB       | 512MB            | 2GB               |